# 18790 Ерікабурден
18790 Ерікабурден (18790 Ericaburden) — астероїд головного поясу, відкритий 10 травня 1999 року.
Тіссеранів параметр щодо Юпітера — 3,404.